# Флаг Георгиевского
Флаг муниципального образования муниципальный округ «Гео́ргиевский» во Фрунзенском районе города Санкт-Петербурга Российской Федерации — опознавательно-правовой знак, служащий официальным символом муниципального образования и знаком единства его населения.
Флаг утверждён 23 июня 2009 года и внесён в Государственный геральдический регистр Российской Федерации с присвоением регистрационного номера 5102.

## Описание
«Прямоугольное полотнище с соотношением ширины к длине 2:3, воспроизводящее композицию герба в жёлтом, красном, синем, розовом и белом цветах».
Геральдическое описание герба гласит: «В золотом поле с червлёной (красной) каймой святой великомученик и Победоносец Георгий в виде всадника с червлёными волосами, в серебряных доспехах и червлёном плаще, скачущего на червлёном коне, убранном золотой сбруей, с лазоревым (синим), украшенным золотом седлом; обернувшегося и поражающего серебряным, завершенным восьмиконечным крестом, копьём, которое он держит в правой руке, в пасть лазоревого с червлёной головой и лапами обернувшегося змия».

## Обоснование символики
На территории муниципального округа «Георгиевский» расположен храм, возведённый во имя покровителя русских воинов святого великомученика Георгия Победоносца. 17 декабря 2003 года митрополит Санкт-Петербургский и Ладожский Владимир освятил новопостроенную церковь. Здание расположено в Купчине на углу проспекта Славы и Бухарестской улицы, в парке Интернационалистов с мемориалом всем павшим за Отечество.
Строительство церкви началось в 1997 году и велось на частные пожертвования. Проект выполнили архитекторы И. Солодовников и И. Куминов при участии инженера К. Торшина. В стены храма укладывались кирпичи с выгравированными именами жертвователей. Храм был заложен в 1996 году. В 1998 году был освящен мемориальный комплекс воинам, павшим в Афганистане, который является частью храмового комплекса святого великомученика Георгия Победоносца. В феврале 2003 года игумения Горненского монастыря привезла в Санкт-Петербург и пожертвовала храму частицу мощей святого великомученика Георгия Победоносца. После каждой божественной литургии честные мощи святого выносятся из алтаря для поклонения. Перед святыми мощами еженедельно совершается акафист святому Георгию Победоносцу. Его изображение на флаге также служит напоминанием о названии внутригородского муниципального образования Санкт-Петербурга муниципального округа «Георгиевский».
Красный цвет — право, мужество, самоотверженность любовь, храбрость, неустрашимость. Символ труда, жизнеутверждающей силы, праздника, красоты, солнца и тепла.
Синий цвет (лазурь) — честность, верность, безупречность, красота, мир, возвышенные устремления.
Жёлтый цвет (золото) — символ божественного сияния, благодати, прочности, величия, солнечного света. Символизирует также могущество, силу, постоянство, знатность, справедливость, верность.
Белый цвет (серебро) — чистота помыслов, духовность.